# كريستوفر كو
كريستوفر كو (بالإنجليزية: Christopher Coe)‏ (1953 في الولايات المتحدة - 6 سبتمبر 1994، مانهاتن في الولايات المتحدة)؛ مصور وروائي أمريكي.